# Барачиха
Барачиха — река в России, протекает по Великоустюгскому району Вологодской области. Устье реки находится в 41 км от устья Верхней Ёрги по левому берегу. Длина реки составляет 12 км.
Исток реки расположен в западной части болота Коршминское в 15 км к северо-западу от посёлка Лодейка (центра Нижнеерогодского сельского поселения) и в 42 км к северо-западу от Великого Устюга. Барачиха течёт по ненаселённому лесу на запад. Населённых пунктов по берегам и крупных притоков нет.

## Данные водного реестра
По данным государственного водного реестра России относится к Двинско-Печорскому бассейновому округу, водохозяйственный участок реки — Северная Двина от начала реки до впадения реки Вычегда, без рек Юг и Сухона (от истока до Кубенского гидроузла), речной подбассейн реки — Сухона. Речной бассейн реки — Северная Двина.
Код объекта в государственном водном реестре — 03020100312103000009746.